# 我妻由乃
我妻由乃（日语：／ Gasai Yuno）是漫畫系列《未來日記》的女主角，由Esuno Sakae所創。在作品中，由乃表面上是一名模範學生，但暗地裏卻是一名喜歡男主角天野雪輝的病嬌。她為了保護雪輝，而會毫不猶豫地殺掉所有對雪輝不利的人。
她和天野雪輝皆被掌管所有時間與空間的神宙斯選上，要他們參與名為「未來日記遊戲」的生存遊戲。在這個遊戲中，12個未來日記持有者需利用能夠預測未來的未來日記去拼个你死我活，最後仍能夠生存的人將會成為宙斯的繼承者。由乃是第二日記持有者，持有「雪輝日記」——其以十分鐘为單位記錄着雪輝的行動。她跟雪輝的日記正好能夠互補對方的不足。
在改編動畫中，由乃的日語版配音員為村田知沙，英語版由布里纳·帕伦西亚負責配音。在改編真人電視劇中，剛力彩芽飾演了一個經重新設計的由乃。

## 创作构思
「我妻由乃」這個名字源自古羅馬的愛與婚姻女神茱諾。《未來日記》的作者Esuno Sakae在2009年的一次訪問中提到，他為了令由乃跟雪輝難以一起共事，而把由乃設定成病嬌，並表示由乃是雪輝最終要面對的一大問題。他在另一篇訪問中表示，由乃的精神狀態可由其過去所經歷的事來解釋。採訪者同時問到由乃這種「為了自己的英雄[雪輝]而不惜一切代價」的女性是否Esuno的理想類型。Esuno則回答說「不是」，並表示「在現實中遇到這樣的少女也實在是太可怕了」。

### 人物
由乃是一名擁有两条長邊髮、雙馬尾的粉眼少女。她的兩條長邊髮以一對蝴蝶結收束；雙馬尾則沒作任何收束。在系列中，由乃經常以身穿藍襯衫（再搭配一條綁在胸前的絲帶）、藍裙子、高筒襪的姿態出現，不過她的服飾有時會有所變化。由乃的性格十分矛盾——她在大多時候都顯得十分可愛、充滿女性風韻，在跟雪輝一起時甚至會顯得十分害羞。但在另一方面，由乃亦顯得十分陰暗毒辣——她是個無情、冷酷、精於算計的變態人格者。為了讓自己和雪輝繼續生存下去，她能夠出賣任何人。她樂意採用各種血腥暴力的手段去對付其他日記持有人及相關人士——這些都顯示出她病嬌的一面。
由乃因在一周目的生存遊戲中取勝，而獲得神的力量。她能夠利用這種力量去移動巨大的物體。她曾利用這種力量去嘗試殺死雪輝。由乃精通各種各樣的武器，比如刀、斧头、劍、單膛室手槍、冲锋枪。她亦對各種毒物和药物有一定程度的了解，不過她很少會使用之。由乃還有一定程度的潛入能力——她能夠在建築物被警方包圍的情況下，不為人知地順利潛入內部。

## 作中表現

### 本篇

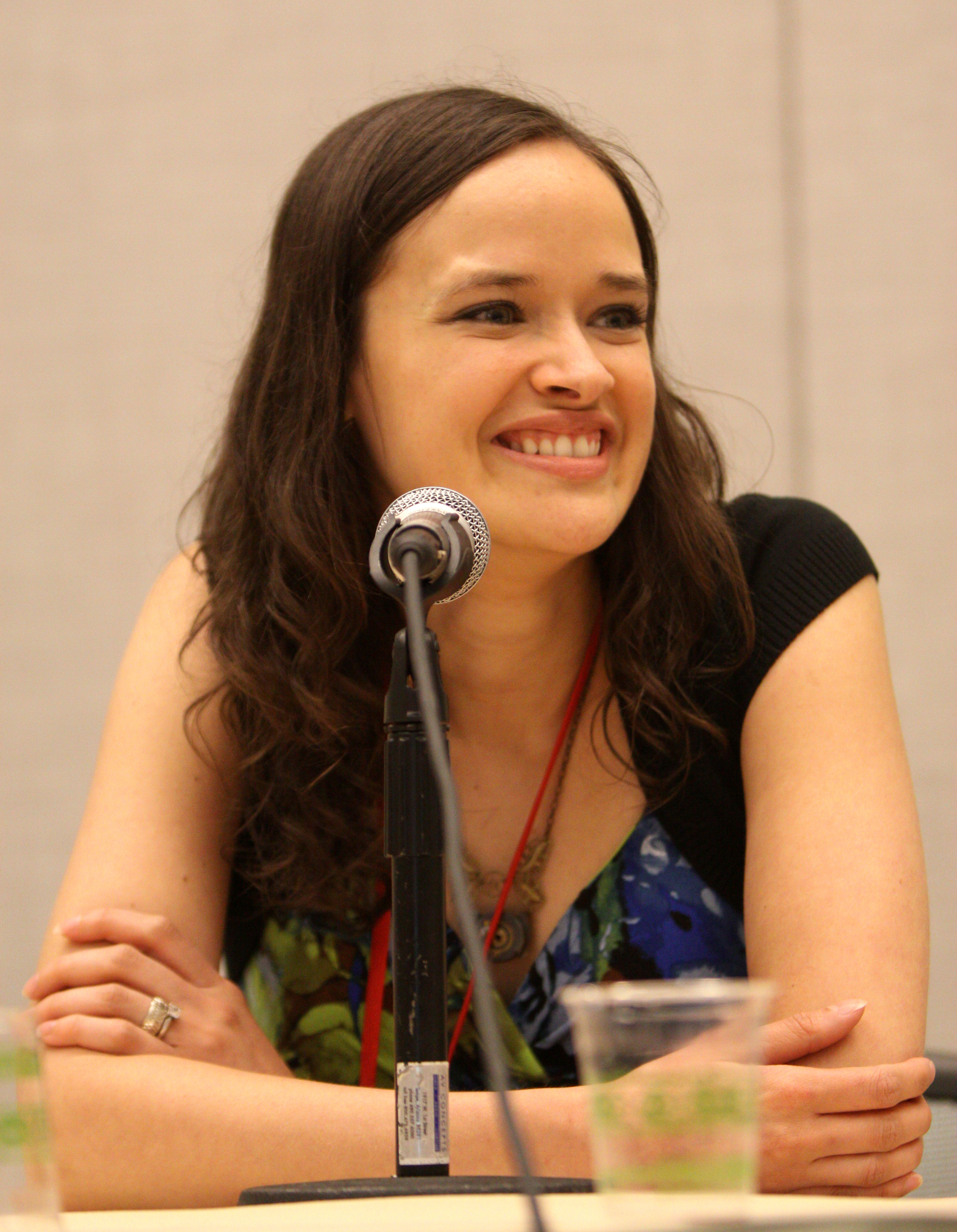
布里納·帕倫西亞為英語版的我妻由乃配音

我妻由乃在嬰兒時被人棄於儿童福利机构內，後來我妻潮和我妻西果選擇去收养她——他們兩人都出身於精英銀行家的家庭。由乃在來到我妻家的首年相當快樂無憂，不過她的領養父母後來出現了財務問題，這使得他們開始虐待由乃。潮和西果會把她鎖在笼子里，並把由乃所做的事都用圖表記錄下來。由乃由于无法再忍受這種情況，所以用安眠药把父母弄睡後，將他們鎖在笼子里，以讓他們理解自己的感受。不過由乃的父母卻在自己「回過神來的時候已經死了」。她對外以海外工作做藉口，掩飾他們倆已經死了的事實。由乃在一連串事件發生的1年之前，便已因「跟天野雪輝約定好一起觀星」這個契機，而迷上了他。由乃繼而把「成為雪輝的新娘」這個夢想視作自己的未來，並不斷跟蹤雪輝，把他的一切都在手機中以日記形式記錄下來。
由乃和雪輝都在開首被掌管所有時間與空間的神宙斯選上，要他們參與名為「未來日記遊戲」的生存遊戲。遊戲的勝出者將會成為宙斯及其力量的繼承者。由乃是第二日記持有者，並跟第一日記持有者雪輝合作，一起去殺掉其餘十個日記持有者。由乃的雪輝日記以十分鐘為單位記錄着雪輝的行動；雪輝的無差別日記則會把身邊的事物都記錄下來，但當中沒有記載自己的事——他們倆的日記正好能夠互補對方的不足。雪輝在跟由乃合作時，發現了她養父母的屍體，以及第三具屍體。雪輝從宙斯所創造的遊戲觀測者秋瀨或身上得知，第三具屍體正是我妻由乃，而現在與他一起共處的由乃則為已勝出「未來日記遊戲」的由乃。由乃在第一週目（第一條時間線）中透過欺騙手段使雪輝死去，自己則勝出遊戲，但之後發現即使獲得宙斯的力量，也不能使人起死回生。於是她便決定重返過去，創造第二週目（第二條時間線），並殺掉該週目的由乃，讓自己取而代之。
此一手法於結尾為雪輝等人發現，由乃同時亦再一次重返過去，創造第三週目。雪輝和第九日記持有者雨流美彌彌緊隨其後，並將第三週目的潛在日記持有者都盡量拯救。由乃及後認為自己只是在利用雪輝，並把第二週目的他困在幻想空間——能夠使雪輝得到想要的一切的幻覺乌托邦。不過雪輝之後順利逃出幻想空間。由乃最後意識到自己真的喜歡雪輝，於是決定自殺，讓雪輝勝出「未來日記遊戲」，令他成為第二週目的時空之神。第三週目的由乃跟其父母相處得十分融洽，她後來獲得之前兩個週目的記憶，並順利跟第二週目的雪輝再會。打算與之兌現承諾——一起去觀星。

### 其他媒體
剛力彩芽在真人劇情片《未來日記-ANOTHER:WORLD-》中飾演古崎由乃，即經過重新設計的我妻由乃。古崎由乃同樣是未來日記持有者，並一直跟蹤着男主角星野新太（經過重新設計的天野雪輝）。古崎由乃的未來日記為新太君日記——其同样不断記錄着新太的行動，但除非其行動跟自己有關，否則有關自己的事不會得到記錄。古崎由乃的精神狀態比起我妻由乃更為穩定。但我妻由乃的一些人格特徵亦反映在古崎由乃身上，比如她會為了新太的安危而不顧一切、對於新太的占有欲也越来越强，以至於對他表示自己才是唯一值得信任的人。
我妻由乃亦在遊戲《未來日記 第13位日記持有者》中登場。

## 各界反應

### 角色人氣
我妻由乃在動漫迷圈子當中頗具人氣，她在一定程度上成為了《未來日記》的突出角色。不少角色扮演者會選擇去扮演她。BIGLOBE於2013年舉辦了一項調查，當中由乃被票選為最受歡迎的病嬌角色。漫畫書資源網在2020年6月把由乃評為第6佳的病嬌動畫角色。網站otakukart於2020年11月公佈了「最佳兼最火辣的病嬌少女排行榜」，當中把由乃評為第8位。由乃於動畫第1話結尾中所擺出的表情成為了一個挺受歡迎的網上迷因。粉絲們把它視為病嬌的象徵之一，並創作出各個ACG角色擺出這個表情的同人圖。

### 媒體評論
一名筆名為「7mononoke」的評論家在評論《未來日記》時，稱由乃的精神狀態「迷人而有毒」，並表示她在系列中展現出好幾種精神疾患和人格障礙的症狀，比如解離性身分疾患、边缘性人格障碍、反社会人格障碍。7mononoke同時指出，由乃「絕不止於令人难忘的瘋狂病嬌」這個水準。THEM動畫評論網形容由乃是個「標準的動畫定型角色」（病嬌），但同時讚揚她在整個系列中的發展，称她在結尾中已成為「值得人關注的角色」。動畫新聞網的雅各布·查普曼（Jacob Chapman）批评由乃是個「无法自制的病嬌」。雜誌《The Artifice》形容由乃會在「普通初中生」和「暴躁兼充滿心計的冷血杀手」這兩個角色之間不斷切換。
漫畫書資源網的肖恩·库比利亚斯（Sean Cubillas）稱由乃是《未來日記》系列的看板娘，他對此說明道：「我妻由乃很可能是最受歡迎的病嬌角色。由乃是讓劇情有趣起來的調味料——不論是因為她的著名造型，還是因為她總能讓劇情變得不可預知。由乃可以是個以冷靜頭腦處理問題的合格保護者，亦可以是个让粉丝对着电视尖叫的纯反派……她就像带着雪輝般，带着整個系列不斷發展」。Screen Rant的里特维克·米特拉（Ritwik Mitra）表示，由乃「是整個系列最娛人的角色」。

## 外部連結
- Future Diary Wiki上的我妻由乃 （页面存档备份，存于）
- 萌娘百科上的我妻由乃 （页面存档备份，存于）